# Cleistanthus rufus
Cleistanthus rufus là một loài thực vật có hoa trong họ Diệp hạ châu. Loài này được (Hook.f.) Gehrm. mô tả khoa học đầu tiên năm 1908.